# Clethrogyna isolatella
Clethrogyna isolatella är en fjärilsart som beskrevs av Embrik Strand 1910. Clethrogyna isolatella ingår i släktet Clethrogyna och familjen tofsspinnare. Inga underarter finns listade i Catalogue of Life.